# Сюй Бо
Сюй Бо (кит. трад. 許博, упр. 许博, пиньинь Xǔ Bó; 18 мая 1985, Шэньян, Ляонин) — китайский футболист, защитник и полузащитник клуба второй лиги «Шэньян Урбан».

## Карьера
Сюй Бо родился в Шэньяне, провинция Ляонин. Начинал профессиональную карьеру в домашнем клубе «Шэньян Гиндэ», за который дебютировал 11 сентября 2004 года в матче против «Чунцин Лифань», а его команда проиграла со счётом 1-0. В сезоне 2004 года игрок выходил в основном на замену, тренер использовал его на разных позициях, в основном в защите. В следующем сезоне Сюй Бо играл в полузащите, а первый гол забил 17 апреля 2005 года в игре против «Интер Шанхай», который закончился поражением 1-2. За несколько следующих сезонов стал игроком основы, вместе с клубом переехал в Чанша, а команда была переименована в «Чанша Гиндэ».
По итогам сезона 2010 года в Суперлиге вместе с командой покинул высший дивизион. Сюй остался в клубе, который вновь сменил прописку, на этот раз переехав в Гуанчжоу. В составе «Гуанчжоу Фули» выступал в Первой лиге. По итогам сезона 2011 года клуб получил повышение в классе и вернулся в элитный чемпионат.

## Достижения
«Гуанчжоу Фули» :
- Серебряный призёр первой лиги Китая : 2011